# Burguillos de Toledo
Burguillos de Toledo település Spanyolországban, Toledo tartományban. Burguillos de Toledo Toledo, Ajofrín, Layos, Cobisa és Nambroca községekkel határos. Lakosainak száma 3743 fő (2024).

## Népesség
A település népessége az utóbbi években az alábbiak szerint változott:
| Lakosok száma | 1040 | 1498 | 2202 | 2491 | 2789 | 3002 | 3173 | 3172 | 3473 | 3743 |
|               | 2001 | 2004 | 2007 | 2009 | 2012 | 2014 | 2017 | 2019 | 2022 | 2024 |